# Budidipad, Raichur
Budidipad là một làng thuộc tehsil Raichur, huyện Raichur, bang Karnataka, Ấn Độ.